# Karl von Vierordt
Karl von Vierordt (Lahr, Baden, 1 de julio de 1818 - Tübingen, 22 de noviembre de 1884) fue un médico alemán.

## Biografía
Karl estudió en las universidades de Berlín, Göttingen, Viena, y Heildeberg, comenzando a realizar prácticas Karlsruhe en 1842. En 1849 comenzó a ejercer como profesor de medicina teórica en la Universidad de Tübingen, y en 1853 profesor de fisiología.
Vierordt desarrolló técnicas y dispositivos para monitorizar el sistema circulatorio. Realizó investigaciones para el desarrollo del primer "hemotacómetro", un dispositivo que permitía averiguar la velocidad del flujo sanguíneo. Desarrolló igualmente mejoras en los primeros esfigmomanómetros creados en el año 1854 por Vierordt. Consistía en un mecanismo equilibrado de pesos calibrados y palancas empleados para estimar la presión arterial, y es considerado un avance del moderno esfigmógrafo. Uno de sus trabajos más conocidos fue un tratado sobre el pulso y la presión arterial, Die Lehre vom Arterienpuls im gesunden und kranken Zustände.
Vierordt contribuyó a la fisiología de la percepción del tiempo, mediante la publicación en 1868 del libro Der Zeitsinn nach Versuchen, "El estudio experimental de la sensación del paso del tiempo". Este es un estudio que recoge un periodo de investigaciones realizadas sobre la percepción de la duración del tiempo considerado como un "sentido general" en contraste con el "sentido especial" como puede ser la visión y el oído. Incluye en este libro una discusión, así como diversas evidencias, que se compilan en la denominada ley de Vierordt, que se enuncia así: los periodos cortos de tiempo tienden a sobre estimarse, mientas que los periodos largos tienden a infraestimarse. Entre estas dos sensaciones se encuentra un "punto de indiferencia" en el que reside la "sensación del tiempo", en términos de la propia terminología de Vierordt, y que corresponde exactamente con la medida física del tiempo.
A pesar de todo Vierordt no ha sido la primera persona en llevar a cabo experimentos sobre la percepción del tiempo. En su libro de 1868 desarrolla una descripción extensiva de los experimentos que llevó a cabo.